# 農薬検査所

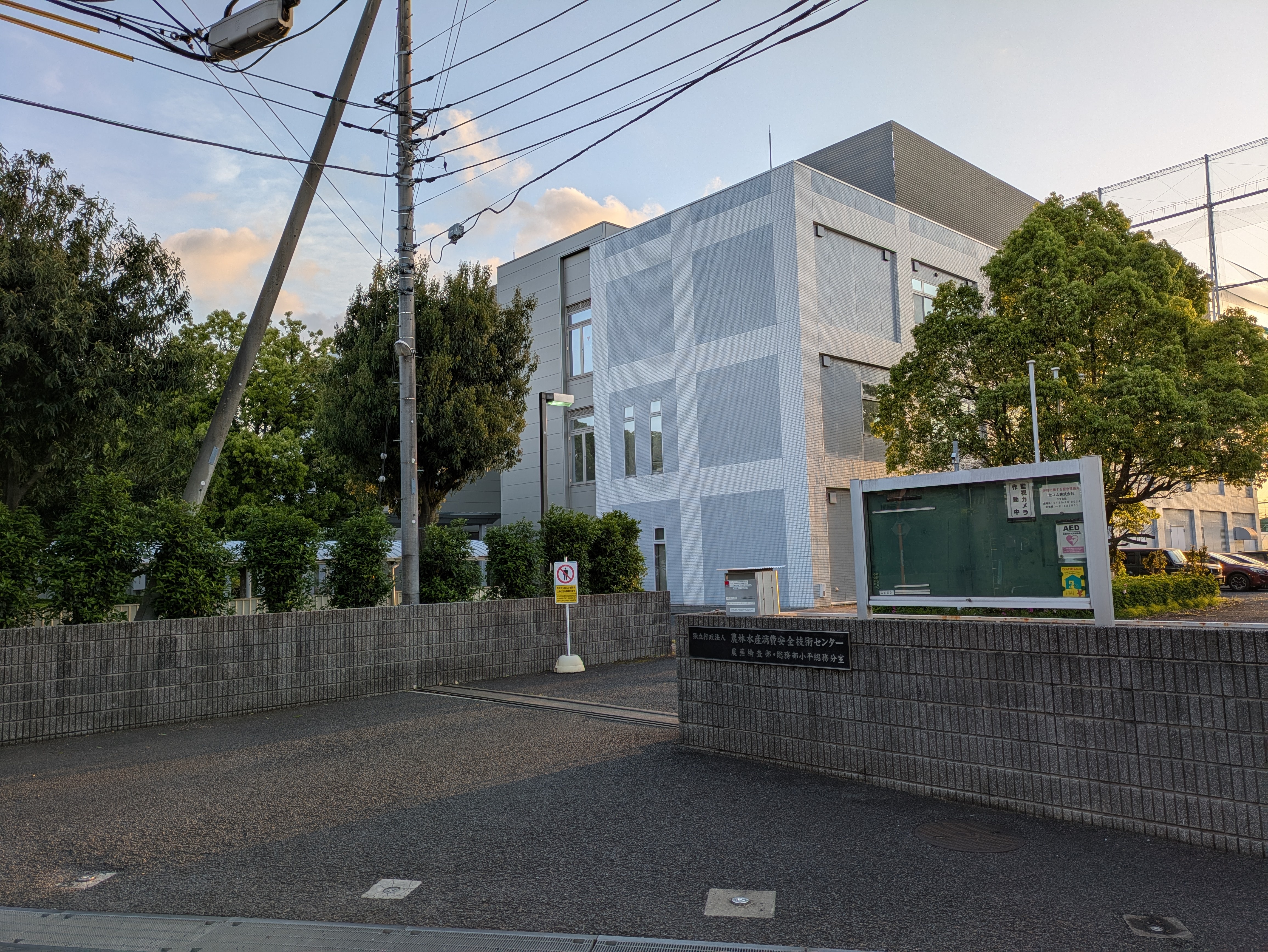
農林水産消費安全技術センター 農薬検査部（東京都小平市）

独立行政法人農薬検査所（どくりつぎょうせいほうじんのうやくけんさしょ）はかつて存在した農林水産省所管の特定独立行政法人である。
2001年に発足。2007年独立行政法人農林水産消費技術センター及び独立行政法人肥飼料検査所と統合し、独立行政法人農林水産消費安全技術センターの一部門に移行した。

## 概要
- 目的 ： 独立行政法人農薬検査所は、農薬の検査を行うことにより、農薬の品質の適正化及びその安全性の確保を図ることを目的とする。（独立行政法人農薬検査所法3条）

- 所在地 ： 東京都小平市鈴木町 2-772

かつて所在地近くのバス停名は「農薬検査場」であったが、当法人は農薬検査所であるので注意が必要。
(なお、2016年4月1日より当バス停は「小金井公園北」に名称変更されている)

## 沿革
- 1947年（昭和22年） - 農林省農薬検査所を設置
- 2001年（平成13年） - 独立行政法人化
- 2007年（平成19年） - 農林水産消費技術センター及び肥飼料検査所と統合

## 組織
- 総務課
- 検査第一部
  - 企画調整課
  - 毒性検査課
  - 農薬環境検査課
  - 技術調査課
- 検査第二部
  - 化学課
  - 生物課
  - 農薬残留検査課
  - 有用生物安全検査課
- 調整指導官
- 農薬審査官